# Tokugawa Iesato
Det här är en artikel om en person med japanskt personnamn; Tokugawa är familjenamnet.

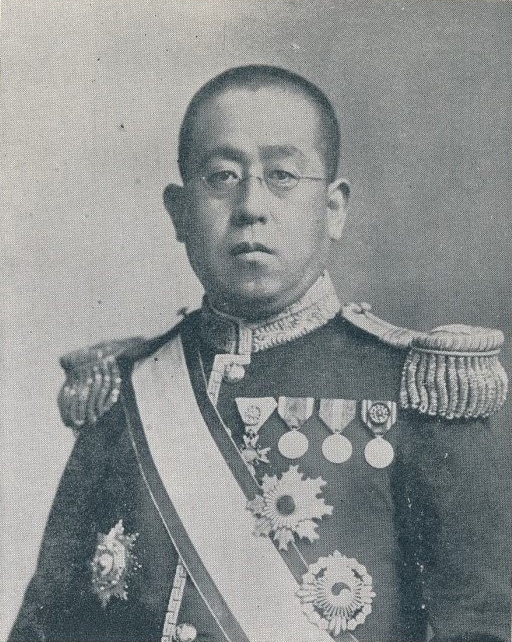
Furst Tokugawa Iesato som talman i överhuset

Tokugawa Iesato, (徳川 家達) född som Kamenosuke den 24 augusti 1863 i Edo, död 5 juni 1940, var en japansk furste, statsman, hovtjänsteman samt huvudman för Tokugawa-ätten.
Kamenosuke föddes som tredje son till Yoshiyori av Tayasu-grenen, en av Tokugawas tre huvudlinjer. Han adopterades av Tokugawa Yoshinobu, den siste shogunen, och efterträdde denne 1868 som huvudman för Tokugawa-ätten, då under namnet Iesato. Som huvudman ansvarade Iesato för marken i Fuchu i Suruga-provinsen, och blev 1869 guvernör över Shizuoka. När de gamla klanerna avskaffades till förmån för prefektursystemet befriades han från guverörsskapet, och mellan 1877 och 1882 studerade han i England.   Han återvände till Japan och blev 1884 adlad till koshaku (furste). När det japanska parlamentet öppnade 1890 tillsattes Iesato som ledamot i överhuset (pärskammaren) och var talman mellan 1903 och 1933. Trots att han ombads forma en regering när Gonbee Yamamotos avgick 1914 vägrade han bli premiärminister. Iesato representerade Japan utomlands vid flera tillfällen, han var landets förste delegerade vid Washingtonkonferensen 1921-22 och besökte även Stockholm 1910. Han var dessutom ordförande för japanska Röda Korset